# Myiozetetes
Genre
Myiozetetes est un genre d'oiseaux de la famille des Tyrannidae.

## Liste des espèces
Selon la classification de référence du Congrès ornithologique international (version 9.1, 2019) :
- Myiozetetes cayanensis (Linnaeus, 1766) – Tyran de Cayenne
  - Myiozetetes cayanensis rufipennis Lawrence, 1869
  - Myiozetetes cayanensis hellmayri Hartert & Goodson, 1917
  - Myiozetetes cayanensis cayanensis (Linnaeus, 1766)
  - Myiozetetes cayanensis erythropterus (Lafresnaye, 1853)
- Myiozetetes similis (von Spix, 1825) – Tyran sociable
  - Myiozetetes similis primulus van Rossem, 1930
  - Myiozetetes similis hesperis Phillips, AR, 1966
  - Myiozetetes similis texensis (Giraud Jr, 1841)
  - Myiozetetes similis columbianus Cabanis & Heine, 1859
  - Myiozetetes similis similis (von Spix, 1825)
  - Myiozetetes similis grandis Lawrence, 1871
  - Myiozetetes similis pallidiventris Pinto, 1935
- Myiozetetes granadensis Lawrence, 1862 – Tyran à tête grise
  - Myiozetetes granadensis granadensis Lawrence, 1862
  - Myiozetetes granadensis occidentalis Zimmer, JT, 1937
  - Myiozetetes granadensis obscurior Todd, 1925
- Myiozetetes luteiventris (Sclater, PL, 1858) – Tyran à gorge rayée
  - Myiozetetes luteiventris luteiventris (Sclater, PL, 1858)
  - Myiozetetes luteiventris septentrionalis Blake, 1961